# Àtal (filòsof)
Àtal o Àttal (en llatí Attalus) va ser un filòsof estoic que va viure en el regnat de Tiberi (segle i) i que va veure la seva propietat confiscada per Sejà (Sejanus) i va haver de treballar de pagès. Sèneca el descriu com un home de gran eloqüència i un filòsof intel·ligent. Se suposa que era l'autor de Παροιμίαι (Paroimiai, proverbis) que Hesiqui de Milet diu que va ser escrita per un Àtal.